# Château de la Canière
Le château de la Canière, demeure de la fin du XIXe siècle, se trouve sur la commune de Thuret, Puy-de-Dôme.

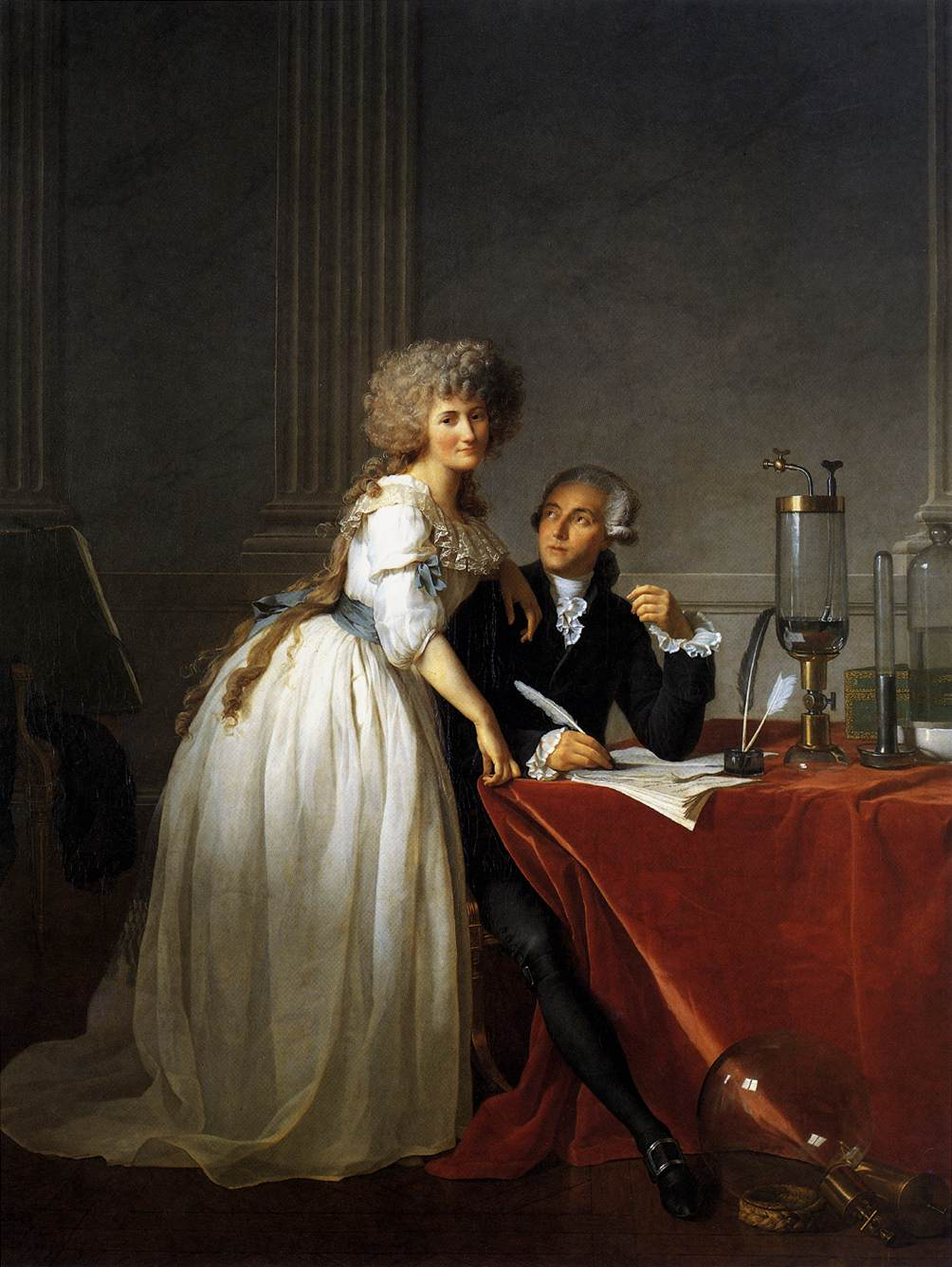
Lavoisier et sa femme par David. Tableau conservé autrefois dans le château, aujourd'hui au Metropolitan Museum of Art à New York.

L’actuel château de la Canière fut construit en 1889 par la famille Bérard de Chazelles pour abriter les collections du chimiste français Antoine Lavoisier. Membre de l’Académie des sciences, Antoine Laurent Lavoisier (1743–1794) est considéré comme le père de la chimie moderne. Il fut guillotiné à Paris lors de la Terreur, le 8 mai 1794, et tous ses biens furent récupérés et conservés par son épouse Marie-Anne Pierrette Paulze (1758-1836).
Le frère de madame Lavoisier, Joseph Paulze d'Ivoy (1755-guillotiné en 1793), avait deux enfants : Jean, qui fut conseiller d'État et préfet, et Hélène, qui épousa Marie Gabriel Vital Ramey de Sugny. L'une de leurs filles, Gabrielle, épousa en 1834 Pierre-Léon Bérard de Chazelles (1804-1876), député du Puy-de-Dôme et maire de Clermont-Ferrand, et apporta à cette famille les souvenirs de Lavoisier.
Avant l’édification du château actuel par l’architecte Émile Camut, auteur entre autres de l'Établissement hydrothermal du Mont-Dore), à la demande d'Étienne Bérard de Chazelles (1838-1923), préfet, conseiller général du Puy-de-Dôme, se dressait une demeure de trois niveaux, de forme rectangulaire avec deux avant-corps surmontés de frontons. Ce bâtiment datant de 1808 a été imaginé par l’architecte Pierre Rousseau, qui a réalisé nombre d’édifices à Clermont-Ferrand (notamment l’aile droite de l’Hôtel-Dieu, la Halle aux blés, la chapelle des Ursulines…). Des traces d’autres constructions remontant au XVe siècle montrent également la présence d’un château plus ancien.
Les propriétaires se sont succédé, comme le banquier John Law de Lauriston, inventeur du billet de banque, qui y séjourna dix mois en 1720. La famille de Chazelles, originaire d’Aigueperse, est restée propriétaire des terres pendant deux siècles. La dernière du nom, Magdeleine Bérard de Chazelles (1884–1944) a été infirmière au front lors de la Première Guerre mondiale. Elle fit partie d’un réseau de la Résistance lors de la Seconde Guerre mondiale. Elle abrita des aviateurs anglais. Dénoncée, elle fut arrêtée par la Gestapo en 1943 et fut déportée au camp de Ravensbrück où elle mourut en 1944.
En 1925, les œuvres de Lavoisier conservées au château ont été dispersées dans différents musées, dont le Musée Lecoq à Clermont-Ferrand et le Conservatoire national des arts et métiers à Paris). Le célèbre tableau des époux Lavoisier de David est aujourd’hui conservé au Metropolitan Museum of Art à New York.
Pendant les années 1980 et 1990, le château fut un centre de l'association Le Patriarche.
Après avoir été totalement rénové pour devenir le premier hôtel de luxe 5 étoiles d'Auvergne en 2011, le château est redevenu une demeure privée.
Les nouveaux propriétaires ont ouvert le château à la location .